# Петух (скульптура)
Пету́х (англ. Hahn/Cock) — скульптура гигантского синего петуха, созданная немецким скульптором Катариной Фрич. Скульптура стояла на Трафальгарской площади в Лондоне на четвёртом, свободном постаменте с 25 июля 2013 по 17 февраля 2015 года. В дальнейшем она была приобретена частным музеем Glenstone и установлена в вашингтонской Национальной галерее искусства. Скульптура выполнена из стеклопластика, имеет высоту 4,72 метра, является шестой работой, выставленной на постаменте Трафальгарской площади.

## Значение
Катарина Фритц говорит, что у скульптуры существует «много значений, вы можете поиграть с ними. Есть как юмористические, так и серьезные». Катарина добавляет: «Это феминистская скульптура, так как, то, что делаю я, женщина, изображает мужчин. Исторически всегда было наоборот. Теперь мы меняемся ролями и… многие мужчины этим пользуются.»